# Eupithecia punctata
Eupithecia punctata är en fjärilsart som beskrevs av Hann. 1917. Eupithecia punctata ingår i släktet Eupithecia och familjen mätare. Inga underarter finns listade i Catalogue of Life.